# F-117 A Stealth-War
F-117 A Stealth-War ist ein US-amerikanischer Actionfilm aus dem Jahr 1992 mit Andrew Divoff in der Hauptrolle des Christopher Winfield.

## Handlung

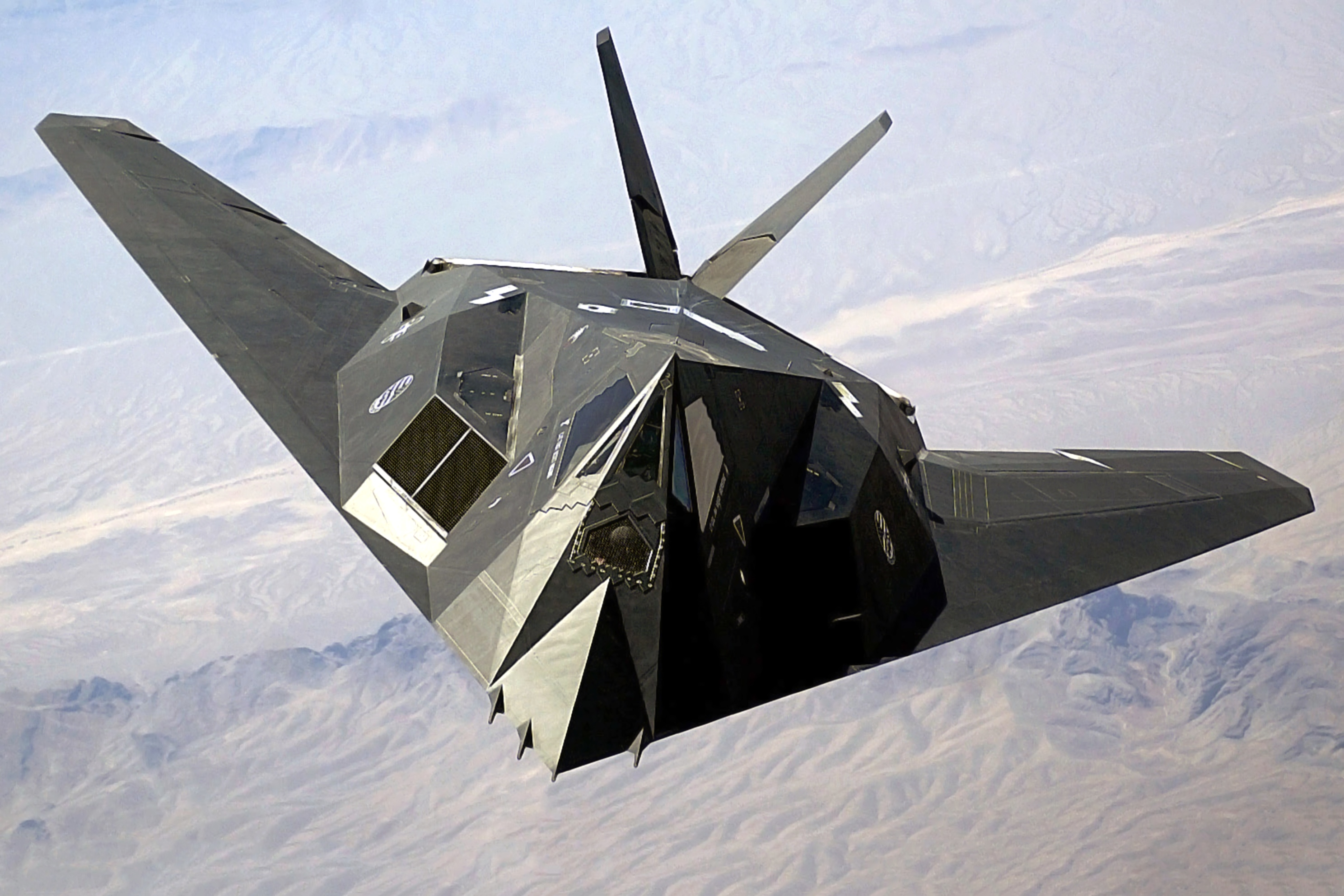
F-117

Die United States Air Force will in einer Top Secret Aktion zwei Tarnkappenjets vom Typ F-117 Nighthawk aus der Türkei in die USA zurückbringen. Doch während des Transports an Bord einer C-5 Galaxy stürmen brutale Terroristen die Bildfläche und übernehmen die Kontrolle an Bord. Nur der Kampfpilot Christopher Winfield kann sich der Gefangennahme entziehen. Im Verlauf der Geschichte stellt sich heraus, dass der skrupellose Waffenhändler und Anführer der Terrorgruppe Phillips früher ebenfalls bei den Luftstreitkräften diente, jedoch entlassen wurde. Aus Rache will er die Stealth-Bomber auf dem Schwarzmarkt verkaufen. Um dies zu verhindern, tötet Winfield in Guerillataktik einen Terroristen nach dem anderen, bis Phillips sich mit den Tarnkappenjets aus dem Staub machen will und aus der Heckklappe des Flugzeuges verschwindet. Doch Winfield verfolgt ihn. In einer rasanten Luftschlacht tötet Chris Phillips.

## Anmerkung zur Handlung
Die Spannweite der F-117A ist wesentlich größer als die Breite des Frachtraumes einer C-5. Es ist also nicht möglich eine F-117A mit angebrachten Flügeln in einer C-5 zu transportieren.

## Produktion und Veröffentlichung
Der Film wurde 1992 von Trimark Pictures unter der Regie von Michael Cohn von Kallberg und Hess, von denen auch die Kampffliegerfilme Codename 7700 und Firehawk – Operation Intercept produziert wurden, produziert. Das Drehbuch schrieben John D. Brancato und Michael Ferris, die Musik komponierte Richard Marvin. Nach dem Kinostart erschien der Film auch auf Videokassette und wurde in mehrere Sprachen übersetzt. Auf Deutsch erschien er 2007 auf DVD bei Kurt Media.

## Kritik
„Ein Abenteuerfilm der maßlosen Übertreibungen. Der erhebliche Aufwand an visuellen Effekten und ausgespielten Brutalitäten rettet ihn weder vor der Langeweile noch vor dem Eindruck aufdringlicher Dummheit.“